# Somber kalkkopje
Het somber kalkkopje (Physarum perfectum) is een slijmzwam behorend tot de familie Physaraceae. Het leeft saprotroof op hout van loofbomen en struiken.

## Verspreiding
Het somber kalkkopje komt alleen voor in Europa. In Nederland komt het uiterst zeldzaam voor. 